# Delias dorimene
Delias dorimene is een vlindersoort uit de familie van de Pieridae (witjes), onderfamilie Pierinae.
Delias dorimene werd in 1782 beschreven door Stoll.